# Растесное
Растесное (укр. Розтісне) — село, входит в Вышгородский район Киевской области Украины.
Население по переписи 2001 года составляло 33 человека. Почтовый индекс — 07371. Телефонный код — 4596. Занимает площадь 0,2 км². Код КОАТУУ — 3221887003.

## Местный совет
07371, Київська обл., Вишгородський р-н, с.Рови, вул.Леніна,2